# Heinrich Oraeus
Heinrich Oraeus, eigentlich Maul [vgl. lateinisch "os", "Mund", "Maul"] (* 4. Mai 1584 in Assenheim; † 17. Juli 1646 in Hanau) war ein deutscher reformierter Theologe und Schriftsteller.

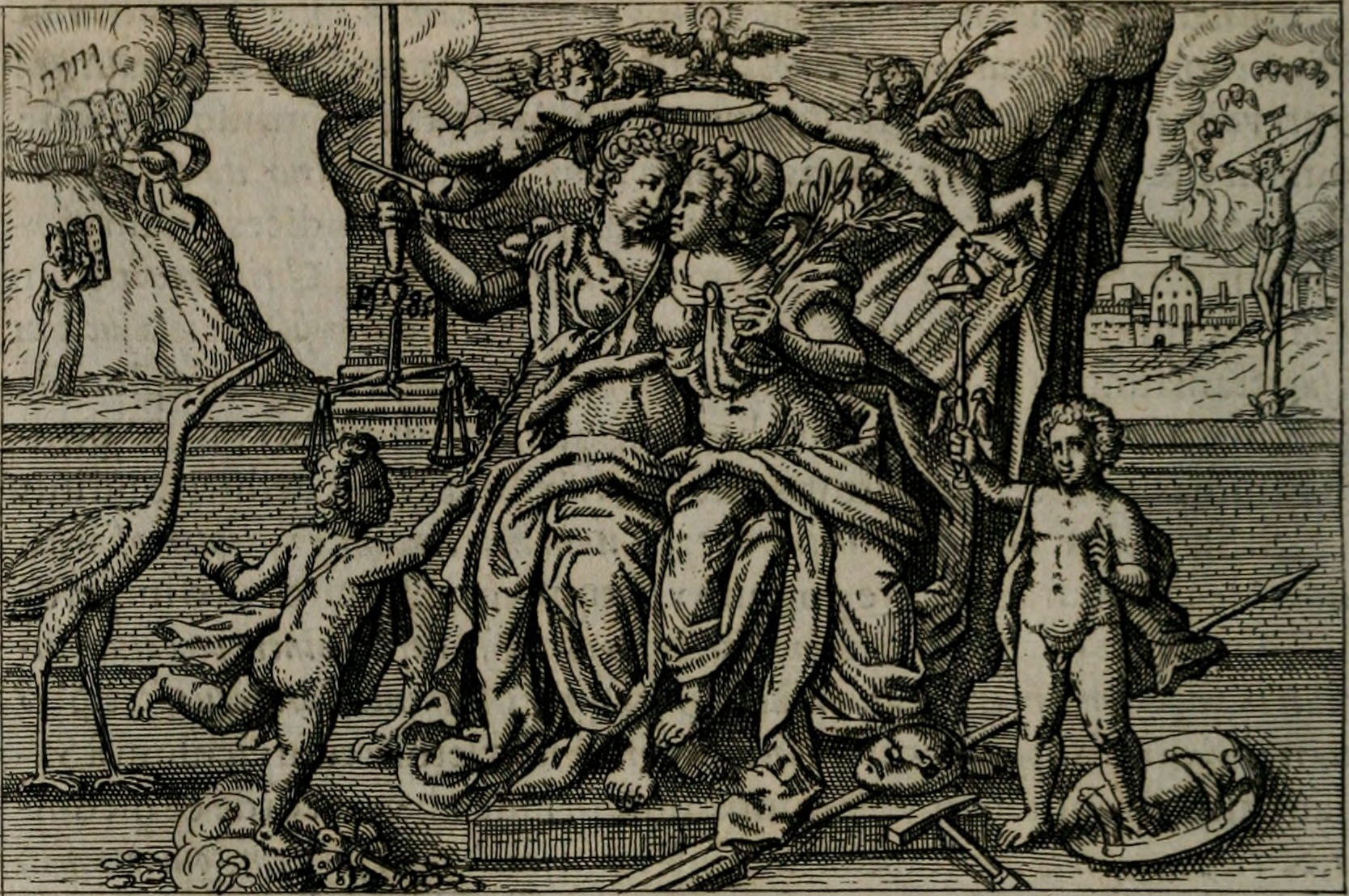
Aereoplastes theo-sophicus

## Leben
Heinrich Maul wurde als Sohn eines Schulmeisters geboren. Dem Studium in Straßburg und Frankfurt (Oder) schloss sich 1602/03 ein Aufenthalt in Italien an. Ab 1603 arbeitete er ebenfalls als Schulmeister, erst in Assenheim, dann in Laubach. 1607 trat er vom lutherischen zum reformierten Bekenntnis über, womit er eine Schulmeisterstelle in Dorheim, in der reformierten Grafschaft Hanau-Münzenberg, antreten konnte. Ab 1610 hatte er in der Grafschaft Hanau-Münzenberg nacheinander eine Reihe von Pfarrstellen inne:
- 1610–1612: Roßdorf
- 1612–1616: Kesselstadt
- 1616–1617: Bruchköbel
- 1617–1639: Nauheim
- 1639–1646: Konsistorialrat, also leitender Kirchenbeamter, der Landeskirche der Grafschaft Hanau-Münzenberg und Pfarrer an der Marienkirche in Hanau. Heinrich Oraeus war dreimal verheiratet. Aus seiner ersten Ehe gingen acht Töchter hervor. Die beiden folgenden Ehen blieben kinderlos.[4] Er starb bei einer Epidemie, die infolge der desolaten Lage in der Endphase des Dreißigjährigen Kriegs in Hanau ausgebrochen war.[5]

## Werke
Als der Dreißigjährige Krieg 1635 die Grafschaft Hanau-Münzenberg und die Wetterau mit voller Wucht traf, flüchtete er zunächst nach Frankfurt am Main. Hier verfasste er im Auftrag von Matthäus Merian den 3. Band des Theatrum Europaeum unter dem Pseudonym Johannes de Hyperius. Oraeus veröffentlichte neben Leichenpredigten lateinischsprachige religiöse Dichtungen, aber auch polemische Schriften gegen das Papsttum sowie ein historisch wertvolles Namensverzeichnis von Theologen:
- Nomenclator Praecipuorum Iam Inde A Nato Christo Ecclesiae Doctorum, Scriptorum, Professorum, Metropolitarum, Archiepiscoporum, Episcoporum, Cardinalium, Antistitum, Praesulum ... Haeresiarcharum & Haereticorum, &c. – Hanoviae: Aubrii, 1619

Ein Werkverzeichnis ist abgedruckt bei Strieder (siehe: Literatur).